# Hrabianiowa (przystanek kolejowy)
Hrabianiowa (biał. Грабянёва; ros. Гребнево, ros. nazwa normatywna Гребенёво) – przystanek kolejowy w pobliżu miejscowości Hrabianiowa, w rejonie orszańskim, w obwodzie witebskim, na Białorusi. Położony jest na linii Orsza - Lepel.